# Gangkhar Puensum
Gangkhar Puensum (Gangkar Punsum, Gankar Punzum) – góra o wysokości 7570 m n.p.m., najwyższy szczyt Bhutanu, 47. szczyt Ziemi i jednocześnie najwyższy niezdobyty szczyt świata. Od 1983 (od kiedy Bhutan zezwolił na wspinaczki) miały miejsce cztery ekspedycje, w 1985 i 1986 roku, wszystkie zakończone niepowodzeniem z powodu obfitych opadów śniegu i bardzo silnych wiatrów.
Gangkhar Puensum znaczy „Biały szczyt trzech duchowych braci”. Jego wysokość została zmierzona po raz pierwszy w 1922 roku.
Książka brytyjskiej ekspedycji z 1986 roku podaje, że szczyt ma wysokość 24770 stóp (około 7550 metrów) i znajduje się w Bhutanie (podczas gdy sąsiedni Kulha-kʽangri znajduje się w Tybecie). Kulha-kʽangri (7554 metrów) jest oddalony o 30 km na północny wschód i według różnych źródeł leży w Tybecie lub Bhutanie.
Prawdopodobnie Gangkhar Puensum przez jakiś czas zachowa swój status. W 1994 władze Bhutanu zakazały wspinaczki na szczyty wyższe niż 6000 metrów (ze względu na poszanowanie dla lokalnych wierzeń), a od 2003 wspinaczka w Bhutanie jest zabroniona całkowicie.
W 1998 roku japońska ekspedycja otrzymała pozwolenie na wspinaczkę od Chińskiego Towarzystwa Alpinistycznego, które jednak zostało cofnięte (ze względów politycznych). W 1999 roku ekipa zdobyła Liankang Kangri (zwany też północnym Gangkhar Puensum), mierzący 7535 metry. W przeciwieństwie do większości map, raporty z ekspedycji podają, że granica między Tybetem i Bhutanem biegnie przez szczyt Gangkhar Puensum. Podają też, że wysokość szczytu wynosi 7570 metrów (co potwierdzają też źródła japońskie bazujące na źródłach chińskich).